# Славинский, Адам Семёнович
Ада́м Семёнович Слави́нский (настоящая фамилия Кочаро́вский) (11 сентября 1885, Понинка, Новоград-Волынский уезд, Волынская губерния — 3 ноября 1937) — участник революционного движения в Польше, России и Беларуси, партийный и государственный деятель БССР. С 1907 года — член Варшавской организации СДКПиЛ.

## Биография
Родился 11 сентября 1885 года в Панинке Новоград-Волынского уезда Волынской губернии (сейчас — Полонский район Хмельницкой области Украины).
В 1907 и 1909 годах был арестован.
С 1912 года — в Санкт-Петербурге, где во время Февральской революции 1917 года возглавлял красногвардейский отряд, потом Красную гвардию Московско-Заставского района Петрограда.
Участник Октябрьской революции в Петрограде.
С января 1918 года — в Минске, председатель бюро Минской группы СДКПиЛ.
Во время немецкой оккупации Беларуси член Минского подпольного райкома РКП(б), с августа 1918 года член краевого комитета коммунистических организаций Белоруссии и Литвы.
С декабря 1918 года начальник Минской городской милиции, заведующий Минского губернского отдела управления внутренних дел, член Минского губернского ВРК.
С февраля 1919 года комиссар 52-й (Западной) стрелковой дивизии.
В начале 1920 года организатор партизанского движения в Минской губернии, с мая 1920 года начальник политотдела 57-й стрелковой дивизии, в июле — августе 1920 года председатель Гродненского ВРК.
С ноября 1920 года - комиссар земледелия ВРК ССРБ. С 1921 года — нарком земледелия ССРБ, в 1924—1928 годах — представитель КПЗБ при ЦК КП(б), возглавлял Бюро помощи Коммунистической партии Западной Беларуси при ЦК КП(б)Б.
В 1928—1930 годах — секретарь Минского окружного и городского комитетов КП(б)б, одновременно председатель МОПР БССР.
В 1934—1937 годах — начальник политотдела Московско-Белорусско-Балтийской железной дороги.
Член ЦБ КП(б)Б в 1920—1924 годах, член ЦК КП(б)Б в 1925—1932 годах, член ЦК КПЗБ в 1926—1935 годах, член ЦК КПП с 1930 года, член ЦИК СССР в 1925—1929 годах, член ЦИК БССР в 1920—1931 годах, член Президиума ЦИК БССР в 1922—1924 годах.
9 июля 1937 года арестован, расстрелян 3 ноября 1937 года. Реабилитирован в 1955 году.

## Чествование памяти
В его честь названы улицы Минска  и Гродно.